# Інтарача I
Інтарача I  (тай. อินทราชา) — король Аюттхаї. Племінник короля Рамарачатхірат.

## Життєпис
Представник династії Сурханнапхум. 1409 року повалив представника династії Утхонг — Рамарачу. 1410 року прийняв в Аюттхаї мінський флот на чолі із Чжен Хе. Номінально визнав зверхність імперії Мін.
Після його смерті двоє старших синів вирішили змагатися у битві на слонах під час якої обидва загинули. Трон перейшов до наймолодшого сина Боромморачатхірата II (правління 1424-1448), який наказав на місці битви збудувати храм.